# Modón (dinámica de fluidos)
Los modones o pares de torbellinos dipolos, son remolinos que pueden transportar agua a distancias de más de 1000 km en el océano, en direcciones diferentes a las corrientes marinas habituales, como las olas de Rossby, y mucho más rápido que otros remolinos.

## Historia
El nombre de modón fue acuñado por ME Stern como un juego de palabras en el programa conjunto de investigación oceanográfica EE. UU. - URSS POLYMODE.  El modon es una solución dipolo-vórtice a la ecuación de vorticidad potencial que fue teorizada para explicar los eventos de bloqueo atmosférico anómalos y las estructuras de remolinos en fluidos en rotación, y la primera solución fue obtenida por Stern en 1975. Sin embargo, esta solución era imperfecta porque no era continua en el límite del modelo, por lo que otros científicos, como Larichev y Reznik (1976), propusieron otras soluciones que corrigieron ese problema.
Aunque los modones se predijeron teóricamente en la década de 1970, un par de modones que giraban en direcciones opuestas se identificaron por primera vez en 2017 sobre el mar de Tasmania. El estudio de las imágenes de satélite ha permitido identificar otros modones, al menos desde 1993, que no habían sido identificados como tales hasta ese momento. Los científicos que descubrieron por primera vez los modones en la naturaleza piensan que pueden absorber pequeñas criaturas marinas y transportarlas a gran velocidad en largas distancias oceánicas. También son capaces de afectar el transporte de calor, carbono y nutrientes sobre esa área del océano. Se mueven aproximadamente diez veces más rápido que un remolino típico, y pueden durar seis meses antes de desconectarse.